# Артур Мак-Кешин
Артур Мак-Кешин (англ. Arthur McCashin, 5 травня 1909 — 24 вересня 1988) — американський вершник.
Бронзовий призер Олімпійських Ігор 1952 року в командному конкурі.